# Pro Wrestling Illustrated
Pro Wrestling Illustrated er et amerikansk wrestlingmagasin, der blev startet i 1979. 
Pro Wrestling Illustrated følger de store amerikanske wrestlingorganisationer som fx World Wrestling Entertainment, Total Nonstop Action Wrestling og Ring of Honor, men rapporterer også fra mindre organisationer. Bladet er kendt for at følge de respektive organisationers storylines.

## VM-titler
Pro Wrestling Illustrated er også kendt for at være det mest anerkendte wrestlingmagasin med hensyn til anerkendelsen af VM-titler inden for wrestling. I 1979 proklamerede bladet, at det kun ville anerkendte tre VM-titler: NWA World Heavyweight Championship, AWA World Heavyweight Championship og WWF World Heavyweight Championship. 
I 1991 blev WCW's VM-titel, WCW World Heavyweight Championship, dog ligeledes anerkendt som en ægte VM-titel og samme år mistede AWA-titlen og den ellers prestigefylde NWA-titel deres status som VM-titler. Senere fik også ECW World Heavyweight Championship status som VM-titel. 
World Wrestling Federation opkøbte dog i 2001 både World Championship Wrestling og Extreme Championship Wrestling og dermed også deres respektive VM-titler. I en kort periode var WWE's VM-titel, WWE Championship, den eneste ægte VM-titel, men organisationen lavede i 2002 en ny VM-titel – World Heavyweight Championship – som ligeledes fik status som VM-titel. 
Efter Total Nonstop Action Wrestlings succes har TNA World Heavyweight Championship ligeledes opnået status som VM-titel. Selv om Ring of Honor kalder sin primære titel for ROH World Championship, og den siden 2003 er blevet forsvaret verden over, er den ikke anerkendt af Pro Wrestling Illustrated som en VM-titel.
Pro Wrestling Illustrated har dermed givet VM-titel-status til tre titler i dag: WWE Championship, WWE World Heavyweight Championship og TNA World Heavyweight Championship. 
| Titel                              | Organisation                   | Periode med status som VM-titel     |
| ---------------------------------- | ------------------------------ | ----------------------------------- |
| WWE Championship                   | World Wrestling Entertainment  | Siden april 1963                    |
| WWE World Heavyweight Championship | World Wrestling Entertainment  | Siden 2. december 2002              |
| TNA World Heavyweight Championship | Total Nonstop Action Wrestling | Siden 13. maj 2007                  |
| AWA World Heavyweight Championship | American Wrestling Association | 16. august 1960 - 12. december 1990 |
| NWA World Heavyweight Championship | National Wrestling Alliance    | Juli 1948 - 11. januar 1991         |
| NWA World Heavyweight Championship | Total Nonstop Action Wrestling | 8. maj 2006 - 13. maj 2007          |
| ECW World Heavyweight Championship | Extreme Championship Wrestling | 6. juli 1999 - 11. april 2001       |
| WCW World Heavyweight Championship | World Championship Wrestling   | 11. januar 1991 - 26. marts 2001    |
| WCW World Heavyweight Championship | World Wrestling Entertainment  | 26. marts 2001 - 9. december 2001   |